# Hur ljuvligt namnet Jesus är
Hur ljuvligt namnet Jesus är är en sång från 1901 med text av W C Martin och musik av Edmund Simon Lorenz. Den svenska översättningen gjordes 1918 av Anna Ölander och bearbetades 1985 av Kerstin Lundin. Enligt Segertoner 1930 stod Otto Witt för översättning och bearbetning av texten.

## Publicerad i
- Fridstoner 1926 nr 19 med inledningen "Hur ljuvt det namnet Jesus är" under rubriken "Böne- och lovsånger".
- Frälsningsarméns sångbok 1929 som nr 266 under rubriken "Jubel, erfarenhet och vittnesbörd".
- Musik till Frälsningsarméns sångbok 1930 som nr 266.
- Segertoner 1930 som nr 442 under rubriken "Jesus, den härlige Frälsaren och Vännen".
- Förbundstoner 1957 som nr 61 under rubriken "Guds uppenbarelse i Kristus: Jesu namn".
- Frälsningsarméns sångbok 1968 som nr 294 under rubriken "Det Kristna Livet - Jubel och tacksägelse".
- Psalmer och Sånger 1987 som nr 371 under rubriken "Fader, Son och Ande - Jesus, vår Herre och broder".[2]
- Segertoner 1988 som nr 354 under rubriken "Fader, son och ande - Jesus, vår Herre och broder".[1]
- Frälsningsarméns sångbok 1990 som nr 493 under rubriken "Lovsång, tillbedjan och tacksägelse".